# Свечинский район
Свечинский район — административно-территориальная единица (район) на западе Кировской области России. В рамках организации местного самоуправления в границах района существует муниципальное образование Свечинский муниципальный округ (с 2006 по 2020 гг. — муниципальный район).
Административный центр — посёлок городского типа Свеча.

## Физико-географическая характеристика

### Географическое положение
Площадь — 1773 км² (по другой оценке — 1820 км²). Расположен в западной части области. Территория района протянулась с севера на юг на 75 километров, с запада на восток – на 38 километров. Район граничит на севере с Даровским, на западе — с Шабалинским, на востоке — с Котельничским районами Кировской области, на юге — с Нижегородской областью.
По территории Свечинского района проходят так называемые Свечинские Увалы.

### Климат
Климат умеренно-континентальный. Зимы обычно бывают морозные, временами температура опускается до -35... -40 °C. Снег ложится на землю в ноябре, а сходит в апреле. Снега выпадает достаточно много. Лето короткое, жарким бывает обычно только июль месяц, температура доходит до +35 °C в тени. Температурный режим неустойчив, колебания температуры за сутки доходят до +20 °C, в мае и даже в июне. Выпадает достаточное для нормального роста растений количество осадков. Но бывают и засушливые года.

### Почвы и недра
Почвы в Свечинском районе бедные, в основном суглинки и песчаные, поэтому добиться хороших урожаев можно только при внесении достаточного количества удобрений. Большая часть земель района занята лесами, много болот. Земель сельскохозяйственного назначения для проживающего на территории района населения вполне достаточно, не все пахотные земли обрабатываются, часть из них зарастает лесом или сорной травой.
Из полезных ископаемых в районе имеется только торф. В достаточном количестве запасы подземных пресных вод, которые добываются через артезианские скважины.

### Гидрография
По территории района протекает 21 река, имеется 1 озеро (Кротовское), 8 искусственных водоёмов, 35 болот. Наиболее значимыми реками являются: Ветлуга (верхнее течение), Юма, Сюзюм.
Для бытовых целей вода используется только из артезианских скважин.

### Охраняемые природные территории
- Кротовское озеро
- Верховое болото «Чистое»
- Дендрокомплекс на месте деревни Глинная
- Ветлужский заказник

## Флора и фауна

### Растительность
На территории района произрастают хвойные и смешанные леса. Хвойные леса представляют в основном сосна и ель, встречается пихта. Из лиственных основные – берёза и осина, много рябины, ольхи. В низинах и по берегам рек растет верба, тальник, ивняк. Из кустарников много малины, шиповника. По берегам рек встречаются заросли черной смородины.  
Леса Свечинского района богаты земляникой, черникой, брусникой, клюквой. В урожайные годы растут почти все виды съедобных грибов, в том числе такие деликатесные как рыжики, грузди, лисички. На лугах, лесах и болотах растет большое количество разнообразных лекарственных трав, таких как валериана, зверобой, чистотел и др.
На полях района хорошо растут зерновые культуры: рожь, ячмень, овёс, более сложная в выращивании пшеница. В благоприятные годы были хорошие урожаи гречихи. Хорошо растет картофель, лён. Но посевные площади этих культур тоже резко сократились.
На своих приусадебных участках население выращивает разнообразные овощные, ягодные и фруктовые культуры.

### Животный мир
Животный мир района разнообразен. В лесах обитают медведи, волки, лоси, кабаны, лисы, зайцы, белки, встречаются енот, барсук, рысь, норка европейская, хорёк, много крота. Численность зверей зависит от погодных условий и кормовой базы, может колебаться в значительных пределах. Численность хищников находится под контролем охотобщества.
Из водных животных много бобра и ондатры, водится выдра.
Большое разнообразие видов птиц: вороны, сороки, кукушки, тетерева, глухари, утки, дятлы, вальдшнепы, чибисы. Множество мелких птиц: жаворонки, ласточки, стрижи, соловьи, воробьи, синицы, скворцы и т.д.
Большинство птиц живут постоянно, часть перелетные.
В реках и прудах водятся разнообразные рыбы: щука, окунь, карась, линь, язь, ерш, плотва, встречается карп. Так как больших водоемов в районе нет, то рыбные запасы промыслового значения не имеют.

### Экология
В Свечинском районе отсутствуют проблемы с экологией. Это объясняется тем, что в районе нет крупных предприятий с большим количеством вредных выбросов. Нет и крупных котельных, а имеющиеся работают в основном на дровах. Автотранспортный парк невелик и не в состоянии внести ощутимое загрязнение в атмосферный воздух.

## История

### До 1929 года (до образования района)

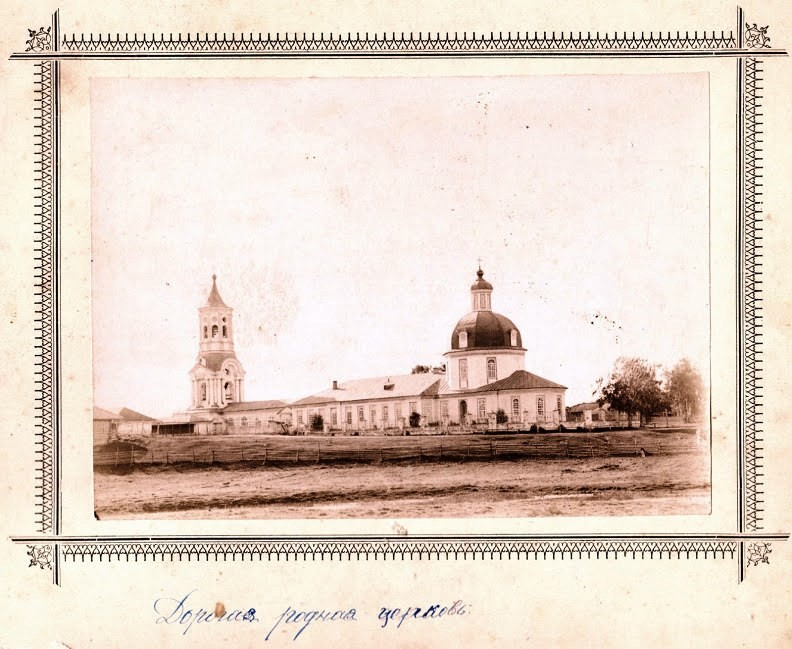
Каменный храм, находившийся в старинном селе Круглыжи

Заселение местности русскими произошло более 300 лет тому назад. Первыми поселениями стали селения на реках Ветлуге, Матюге, Быстрой в районе села Круглыжи; междуречья Юма и Свеча – село Юма; на речках у села Ацвеж. В настоящее время возраст этих сёл и деревень составляет порядка 200 лет и более.
До реорганизации территория Свечинского района относился к Котельническому уезду.
В 1914 году на территории района располагалось более 650 населённых пунктов с населением 50 тысяч человек.

Строительство вокзала на станции Свеча

### 1929–1945 гг.
Район образован постановлением ВЦИК РСФСР от 10 июня 1929 года в составе Котельнического округа Нижегородского края. В 1931 году упразднён с передачей территории в Котельничский и Шабалинский районы. В 1935 году район восстановлен в составе Кировского края (с 1936 года — Кировской области).
На территории района располагались волости: Синцовская, Медведевская, Круглыжская и частично Батаевская, Ключевская, Красавская (до деревни Черпаки). К февралю 1918 года во всех волостях установлена советская власть. К концу 1929 года в районе было организовано 10 коммун. 12 июля 1929 года на станции Свеча состоялся первый районный учредительный съезд Советов, на котором присутствовало 145 делегатов от 22 сельских Советов. 5 сентября 1930 года состоялось организационное заседание РК ВКП(б) первого созыва.
В 1931 году в Свеча было построено административное здание, в котором разместились райком ВКП(б) и райисполком. Были построены: отделение Госбанка, почта, контора райпотребсоюза, заготлен, два льнозавода: Свечинский и Круглыжский.
В июле 1931 года район был ликвидирован и значительная часть его перешла в Шабалинский район.
23 января 1935 года ВЦИК принял постановление об утверждении новой районной сети Кировского края, в том числе был образован Свечинский район.
В районном центре развернулось большое строительство производственных и административных зданий, а также жилья. Были построены: промкомбинат, пищекомбинат, хлебоприемное предприятие, редакция и типография районной газеты «Колхозный клич», амбулатория, ветлечебница, дом культуры, средняя школа, лесничество, леспромхоз, раймаг, аптека. В Свеча появились 7 улиц. В колхозах развернулось строительство животноводческих помещений и других объектов. В 1934 году 7 мая впервые станцию Свеча осветила лампочка Ильича.
7—8 февраля 1935 года проходил первый Свечинский районный съезд Советов, на котором присутствовали 152 делегата. В 1936 году насчитывалось в районе 315 колхозов, 20 сельских Советов. 498 селений с населением 42 тыс. человек, в том числе в поселке 1103 жителя.
В 1939 году была закончена ликвидация неграмотности.
Свечинский район на линии железной дороги стал местом размещения двух военных госпиталей в пгт Свеча и селе Ацвеж.
В первые месяцы войны более ста детей — сирот и детей фронтовиков из Ленинградской области были размещены в самые лучшие здания.

### 1945–1977 гг.
В 1945 году Свеча стала рабочим поселком.
В 1951 году построен маслозавод, в 1952 году организован лесхоз, в 1955 — пущен хлебозавод.
В 1956 году завершено освещение поселка.
В 1956 году было 26 колхозов.
30 сентября 1958 года к Свечинскому району была присоединена часть территории упразднённого Черновского района — Старицкий сельсовет.
14 ноября 1959 года территория района с административным делением вошла в состав Котельничского и Шабалинского районов.
19 апреля 1965 года вновь образовался Свечинский район.

### 1977–н.в.
В 1977 году за повышение эффективности производства и качества работы, успешное выполнение народнохозяйственного плана Свечинскому району присуждено переходящее Красное Знамя Совета Министров РСФСР и ВЦСПС.
Значительное сокращение числа сел и деревень произошло в период укрупнения колхозов в годы советской эпохи, а именно — с 1950 по 1980 гг. прошлого столетия.
Свечинский район славился выращиванием льна и успехами в отрасли животноводства.

## Население
| 1939   | 1970    | 1979    | 1989    | 2002    | 2009  | 2010  | 2011  | 2012  |
| ------ | ------- | ------- | ------- | ------- | ----- | ----- | ----- | ----- |
| 38 633 | ↘14 673 | ↘12 969 | ↘12 264 | ↘10 229 | ↘8896 | ↘8517 | ↘8472 | ↘8190 |
| 2013   | 2014    | 2015    | 2016    | 2017    | 2018  | 2019  | 2020  | 2021  |
| ↘7973  | ↘7768   | ↘7578   | ↘7426   | ↘7297   | ↘7105 | ↘6885 | ↘6707 | ↘6123 |

### Урбанизация
Городское население (рабочий посёлок Свеча) составляет  63,12 % от всего населения района (округа).

## Населённые пункты
В район (муниципальный округ) входит 71 населённый пункт, в том числе один городской (рабочий посёлок) и 70 сельских населённых пунктов.
| №  | Название         | Тип          | Население (чел.) |
| -- | ---------------- | ------------ | ---------------- |
| 1  | Свеча            | пгт          | ↘3865            |
| 2  | Адовщина         | деревня      | 5                |
| 3  | Ацвеж            | село         | 145              |
| 4  | Ашланы           | деревня      | 14               |
| 5  | Баруткины        | деревня      | 10               |
| 6  | Благовещенское   | село         | 108              |
| 7  | Большие Ковали   | деревня      | 0                |
| 8  | Бурковы          | деревня      | 4                |
| 9  | Воспиченки       | деревня      | 0                |
| 10 | Галаши           | деревня      | 1                |
| 11 | Глушки           | деревня      | 144              |
| 12 | Глушковы         | деревня      | 3                |
| 13 | Горюшки          | деревня      | 24               |
| 14 | Еременки         | деревня      | 193              |
| 15 | Ерши             | деревня      | 34               |
| 16 | Жигагай          | деревня      | 0                |
| 17 | Журавли          | деревня      | 9                |
| 18 | Загребины        | деревня      | 6                |
| 19 | Ивановское       | село         | 104              |
| 20 | Ивки             | деревня      | 0                |
| 21 | Казань           | деревня      | 0                |
| 22 | Капиданцы        | остановка    | 10               |
| 23 | Козлы-Коничи     | деревня      | 0                |
| 24 | Круглыжи         | село         | 464              |
| 25 | Кузино           | деревня      | 0                |
| 26 | Луконенки        | деревня      | 0                |
| 27 | Малиновка        | деревня      | 0                |
| 28 | Малые Патраченки | деревня      | 0                |
| 29 | Мамаевы          | деревня      | 0                |
| 30 | Марьины          | деревня      | 186              |
| 31 | Масленки         | деревня      | 30               |
| 32 | Мокрецы          | деревня      | 17               |
| 33 | Мулы             | деревня      | 16               |
| 34 | Немовщина        | деревня      | 30               |
| 35 | Несветаевы       | деревня      | 0                |
| 36 | Никитенки        | деревня      | 5                |
| 37 | Огрызки          | деревня      | 105              |
| 38 | Октябрьское      | село         | 176              |
| 39 | Ондрики          | деревня      | 1                |
| 40 | Пашуницы         | деревня      | 0                |
| 41 | Первомайская     | деревня      | 3                |
| 42 | Плотники         | деревня      | 15               |
| 43 | Привольное       | хутор        | 1                |
| 44 | Рига             | деревня      | 144              |
| 45 | Рогожники        | деревня      | 0                |
| 46 | Росляки          | деревня      | 0                |
| 47 | Рыбаковщина      | деревня      | 129              |
| 48 | Савиненки        | деревня      | 0                |
| 49 | Саменки          | деревня      | 0                |
| 50 | Самоулки         | деревня      | 583              |
| 51 | Сандаки          | деревня      | 9                |
| 52 | Сосновка         | посёлок      | 3                |
| 53 | Старица          | село         | 44               |
| 54 | Ступники         | деревня      | 0                |
| 55 | Успенское        | село         | 52               |
| 56 | Федосеевское     | село         | 0                |
| 57 | Филюшонки        | деревня      | 3                |
| 58 | Холмы            | посёлок      | 26               |
| 59 | Хомяки           | деревня      | 0                |
| 60 | Черпаки          | деревня      | 2                |
| 61 | Четвериковщина   | деревня      | 0                |
| 62 | Шапки            | деревня      | 6                |
| 63 | Шмелево          | деревня      | 309              |
| 64 | Шумихины         | деревня      | 0                |
| 65 | Юденки           | деревня      | 0                |
| 66 | Юдинцы           | деревня      | 3                |
| 67 | Юма              | ж.д. станция | 11               |
| 68 | Юма              | село         | 564              |
| 69 | Юферята          | деревня      | 3                |
| 70 | 815 км           | ж.д. будка   | 1                |
| 71 | 839 км           | ж.д. казарма | 2                |

## Муниципальное устройство
В рамках организации местного самоуправления в границах района функционирует Свечинский муниципальный округ (с 2006 по 2022 года — муниципальный район).
История территориально-муниципального устройства
В 1992 году район включал пгт и 12 сельских округов (ранее — сельсоветов):
1. пгт Свеча
2. Ацвежский сельский округ
3. Благовещенский сельский округ
4. Ивановский сельский округ
5. Круглыжский сельский округ
6. Октябрьский сельский округ
7. Рижский сельский округ
8. Рыбаковский сельский округ
9. Свечинский сельский округ
10. Старицкий сельский округ
11. Успенский сельский округ
12. Шмелевский сельский округ
13. Юмский сельский округ

В конце 2005 года в рамках организации местного самоуправления в границах района был создан муниципальный район.
С конца 2005 до июля 2007 года в муниципальный район входили 8 муниципальных образований, в том числе 1 городское и 7 сельских поселений (в границах сельских округов):
1. городское поселение пгт Свеча,
2. Благовещенское сельское поселение,
3. Круглыжское сельское поселение,
4. Октябрьское сельское поселение,
5. Рыбаковское сельское поселение,
6. Свечинское сельское поселение (административный центр — деревня Самоулки),
7. Шмелевское сельское поселение,
8. Юмское сельское поселение.

Законом Кировской области от 27 июля 2007 года было упразденено Рыбаковское сельское поселение (включено в Свечинское сельское поселение с административным центром в деревне Самоулки).
Законом Кировской области от 23 декабря 2010 года:
- городское поселение пгт Свеча и Свечинское сельское поселение (административный центр деревня Самоулки) объединены в Свечинское городское поселение с административным центром в посёлке городского типа Свеча;
- Благовещенское, Круглыжское, Октябрьское, Шмелевское и Юмское сельские поселения объединены в Свечинское сельское поселение с административным центром в селе Юма.

С декабря 2010 года до января 2020 года муниципальный район включал 2 муниципальных образования:
- Свечинское городское поселение (административный центр — пгт Свеча),
- Свечинское сельское поселение (административный центр — село Юма).

В январе 2020 года муниципальный район и все входившие в его состав городское и сельское поселения были упразднены и объединены в единое муниципальное образование — Свечинский муниципальный округ (с переходным периодом до января 2021 года).
Район как административно-территориальная единица области сохранил свой статус, но входившие в состав района городское и сельское поселения также были упразднены.

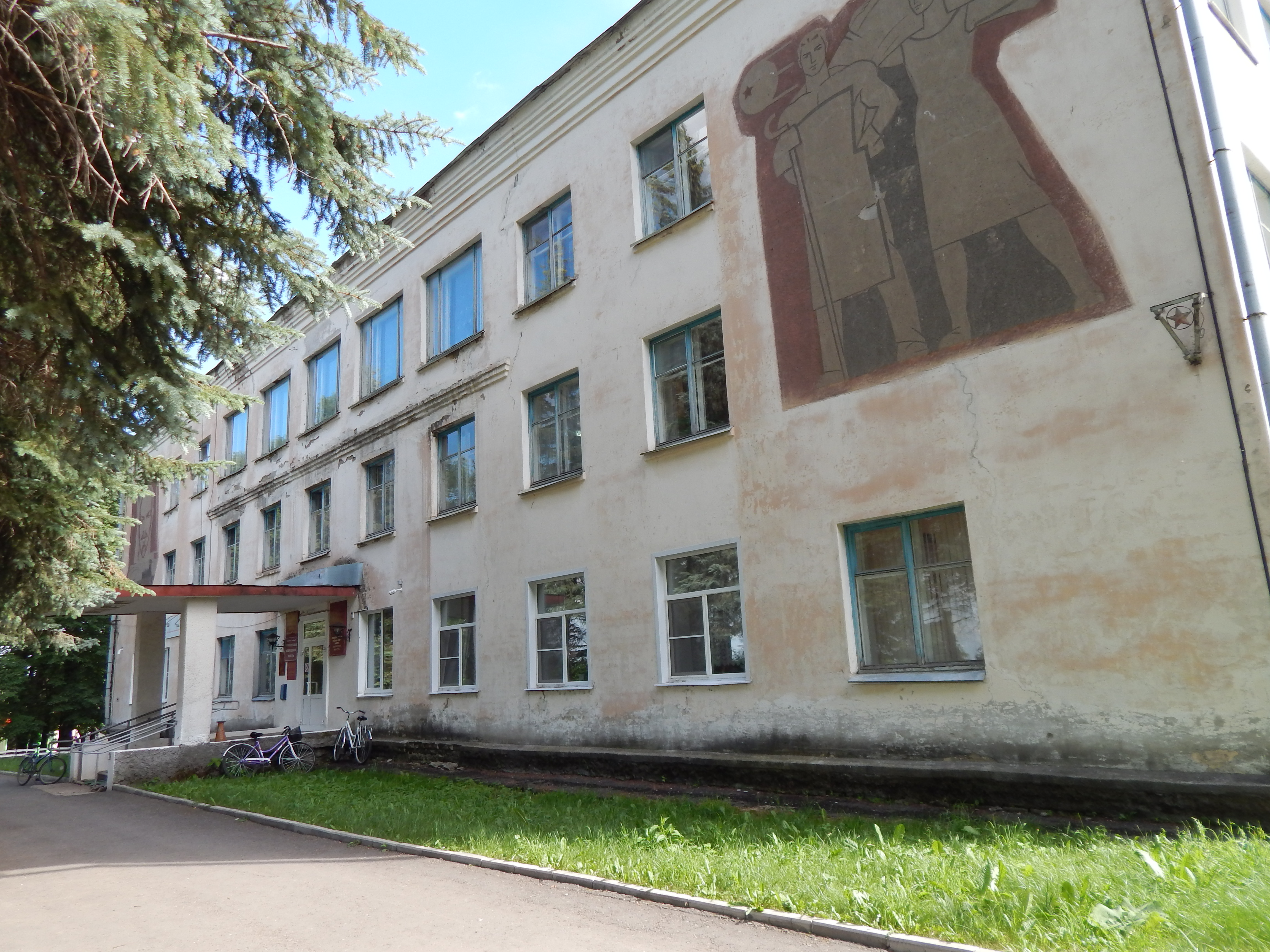
Здание администрации Свечинского муниципального округа, в котором также проводятся заседания Думы

## Органы местного самоуправления
Структуру органов местного самоуправления муниципального округа образуют:
- Представительный орган Свечинского муниципального округа - Дума Свечинского муниципального округа Кировской области.
- Глава муниципального образования Свечинский муниципальный округ Кировской области. Избирается Думой Свечинского муниципального округа Кировской области из числа кандидатов, представленных конкурсной комиссией по результатам конкурса. Возглавляет администрацию Свечинского муниципального округа Кировской области.
- Местная администрация (исполнительно-распорядительный орган муниципального округа) – администрация Свечинского муниципального округа Кировской области.
- Контрольно-счетный орган Свечинского муниципального округа Кировской области – Контрольно-счетная комиссия Свечинского муниципального округа Кировской области.

## Руководители

### Председатели райисполкома
С 1930 по 1991 годы в райисполкоме председательствовали:
| Ф.И.О.                           | Время замещения должности       |
| -------------------------------- | ------------------------------- |
| Лобанова Анна Александровна      | август 1930 – август 1931       |
| в составе Шабалинского района    | август 1931 – 23 января 1935    |
| Синцов Никита Васильевич         | февраль 1935 – май 1939         |
| Батанин Ефим Алексеевич          | май 1939 – ноябрь 1941          |
| Разуваев Александр Николаевич    | ноябрь 1941 – сентябрь 1943     |
| Баранов Василий Климентьевич     | сентябрь 1943 – июнь 1945       |
| Зонов Федор Афанасьевич          | июнь 1945 – февраль 1947        |
| Новоселов Никифор Васильевич     | февраль 1947 – декабрь 1948     |
| Кокорин Алексей Иванович         | декабрь 1948 – сентябрь 1953    |
| Зверев Василий Игнатьевич        | сентябрь 1953 – сентябрь 1958   |
| Казаковцев Сергей Александрович  | октябрь 1958 – ноябрь 1959      |
| в составе Котельнического района | 14 ноября 1959 – 1 февраля 1963 |
| в составе Шабалинского района    | 1 февраля 1963 – 19 апреля 1965 |
| Плюснин Аркадий Александрович    | апрель 1965 – март 1975         |
| Золотов Иван Михайлович          | март 1975 – декабрь 1984        |
| Шулепова Анна Михайловна         | март 1985 – октябрь 1990        |
| Гребенев Николай Иванович        | октябрь 1990 – декабрь 1991     |

### Главы администрации
С декабря 1991 по апрель 1997 года администрацию района возглавляли:
| Ф.И.О.                            | Время замещения должности      |
| --------------------------------- | ------------------------------ |
| Гребенев Николай Иванович         | 25 декабря 1991 – декабрь 1996 |
| Предеин Евгений Германович (врио) | декабрь 1996 – 1 апреля 1997   |

### Главы района
С апреля 1997 по октябрь 2020 года район возглавляли:
| Ф.И.О.                           | Время замещения должности                              |
| -------------------------------- | ------------------------------------------------------ |
| Вохмянин Владимир Иванович       | 2 апреля 1997 – 14 октября 1999                        |
| Манин Анатолий Михайлович        | 27 марта 2000 – 22 марта 2004 (врио с 15 октября 1999) |
| Кузин Алексей Григорьевич        | 23 марта 2004 – 30 мая 2008                            |
| Тропин Алексей Николаевич (врио) | 31 мая – 29 июня 2008                                  |
| Бусыгин Николай Дмитриевич       | 30 июня 2008 – 22 октября 2020                         |

### Главы муниципального округа
С октября 2020 и по настоящее время муниципальный округ возглавляют:
| Ф.И.О.                     | Время замещения должности            |
| -------------------------- | ------------------------------------ |
| Бусыгин Николай Дмитриевич | 23 октября 2020 – 12 июня 2021       |
| Гоголева Галина Сергеевна  | с 30 июля 2021 года (врио с 12 июня) |

## Экономика

### Промышленность

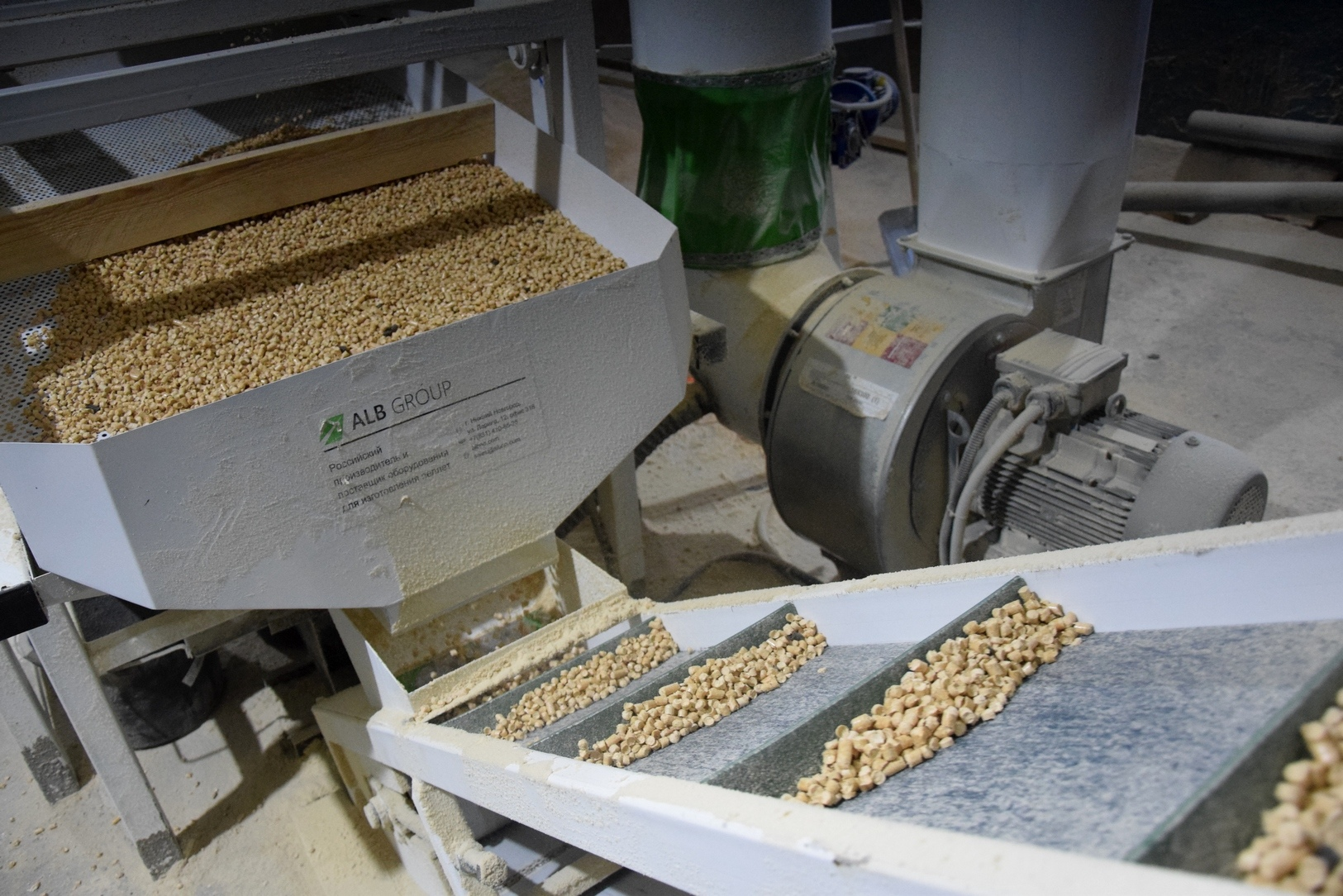
Производство пеллет в ООО "Свечинский лесбытсервис"

Основными отраслями в районе являются лесная промышленность, а также сельское хозяйство и пищевая промышленность.

#### Лесная промышленность
Наиболее крупные предприятия, занимающиеся деревообработкой:
- ООО "Богородский ЛПХ"
- ООО "Свечастройэнерго" (Совместно со строительством жилых зданий)
- ООО "Свечинский лесбытсервис" и др.

#### Пищевая промышленность
Организации и индивидуальные предприниматели Свечинского района, занимающиеся пищевой промышленностью, ведут производство хлебобулочных изделий:
- ООО "Свечаторгхлеб"
- Несколько индивидуальных предпринимателей

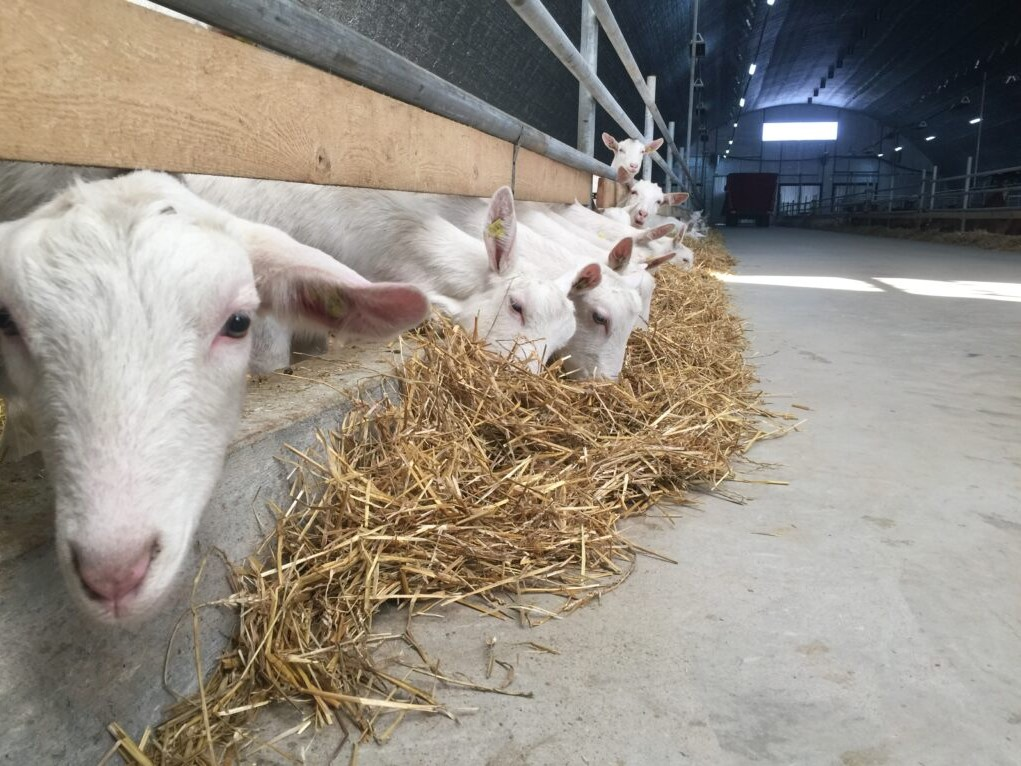
Козы зааненской породы в ООО "Октябрьское"

### Сельское хозяйство
В Свечинском районе выращивают рожь, ячмень, овёс. Разводят крупный рогатый скот. В сельском хозяйстве района насчитывается 4 сельскохозяйственных предприятия:
- ООО "18 Марта"
- ООО "Октябрьское"
- ООО "Шмелево"
- ООО "СХП "Рига"

Вместе с тем в районе есть 3 крестьянских (фермерских) хозяйства.

## Транспорт

### Железнодорожный транспорт
По территории района с запада на восток проходит линия Северной железной дороги до 819 км (по станциям Черпаки, Свеча), далее — участок Горьковской железной дороги (по станциям 821 км, Юма, Капиданцы, 839 км). Железная дорога 2-х путная, электрифицирована на переменном токе, оборудована автоблокировкой и централизацией стрелок и сигналов. Протяженность железной дороги 24 км.

### Автомобильный транспорт
Протяженность автодорог в районе составляет 290 км, в том числе с твердым покрытием 215,7 км, 42 км автодороги — федеральная автомобильная дорога Р243 Кострома — Шарья — Киров — Пермь. На территории района находятся 2 автозаправочные станции.
Автобусными перевозками пассажиров в районе занимается ООО "Автомагистраль". Также пассажиры пользуются услугами частных такси.

## Культура и образование

### Образование
В системе муниципального образования района действует:
- 4 общеобразовательные школы (средняя — 1, основные — 3)
- 2 детских дошкольных учреждения
- 2 учреждения дополнительного образования (Дом детского творчества, Детская школа искусств)
- 1 учреждение профессионального образования — Свечинский филиал Кировского сельскохозяйственного техникума имени А.Д. Червякова[46]

### Культура
Сеть культурных учреждений Свечинского района состоит из:
- 5 домов культуры
- 10 библиотек
- Краеведческий музей
- 2 народных коллектива
- Танцевальные коллективы

## Спорт и молодёжная политика

### Спорт
В районе функционирует 18 спортивных сооружений и площадок — из них имеются спорткомплекс, футбольный стадион, баскетбольная, волейбольная, хоккейная площадка. С детьми и молодёжью в спортивном направлении занимается Дом детского творчества и общеобразовательные организации района (по таким видам спорта, как: футбол, волейбол, баскетбол, лыжный бег, самбо, шахматы, настольный теннис, атлетизм).

### Молодёжная политика
На территории района добровольческой деятельностью занимается волонтёрское объединение "Открытые сердца", кроме того при образовательных организациях действуют первичные волонтёрские организации. Активно ведут деятельность по своим направлениям первичные отделения РДДМ "Движение первых" и Юнармии.

## Лечебные учреждения
Лечебно-профилактическая сеть района включает в себя центральную районную больницу, 2 отделения врача общей практики в Юме, Круглыжах, 3 фельдшерско-акушерских пункта в Ацвеже, Ивановском, Октябрьском (ФАПы), фельдшерский пункт в Риге (ФП), фельдшерский здравпункт в Шмелёво (ФЗП), 5 аптек (3 государственные, 2 частные).

## Религия
Основное религиозное течение — православие. Действуют православный приход в пгт Свеча.

## Пресса
Газета "Наша Свеча" — издаётся с 1935 года.

## Люди, связанные с районом
- Борцов, Анатолий Анисимович (1923-2003) —  участник Великой Отечественной войны, полный кавалер ордена Славы.
- Воронова, Галина Ивановна (1908-2000) — советский хозяйственный, государственный и политический деятель, первый секретарь Свечинского райкома партии (1941-1946).
- Глушков, Николай Николаевич (1920-1992) —  участник Великой Отечественной войны, Герой Советского Союза.
- Гущин, Борис Николаевич (1931-2000) — советский, российский художник.
- Ердяков, Николай Иванович (1939-2016) — советский хозяйственный и партийный деятель, депутат Верховного Совета РСФСР IX созыва.
- Ковалёва, Елена Васильевна (род. 1963) — глава города Кирова.
- Куваев, Олег Михайлович (1934-1975) — русский советский писатель, геолог, геофизик. Член Союза писателей СССР. Автор романа «Территория». Учился в Юмской средней школе.
- Кудреватых, Иван Евстигнеевич (1916-1945) —  участник Великой Отечественной войны, полный кавалер ордена Славы.
- Кудрин, Дмитрий Феопемтович (1908—1991) — участник Великой Отечественной войны, Герой Советского Союза.
- Лаженцев, Виталий Николаевич (род. 1940) — российский географ и экономист, доктор географических наук, профессор, член-корреспондент РАН.
- Лугинин, Анатолий Константинович (1923-2002) — участник Великой Отечественной войны, полный кавалер ордена Славы.
- Матвеев, Виталий Иванович (1936-2010) — советский и российский киноактёр.
- Матвеев, Николай Михайлович (1939-2016) — советский российский биолог, специалист в области экологии. Один из основоположников советской (российской) аллелопатии растений. Доктор биологических наук. Детство прошло в посёлке Свеча, учился в Свечинской средней школе.
- Пономарёв, Виталий Андреевич (1932-2021) — советский хозяйственный, государственный и политический деятель, генерал-лейтенант. Начальник Управления кадров КГБ СССР (декабрь 1985 — август 1991).
- Поспелов, Павел Прохорович (1912-1977) — советский военный лётчик. Участник второй Японо-Китайской и Великой Отечественной войны. Герой Советского Союза.
- Ронжин, Андрей Миронович (1911-1995) — советский хозяйственный и партийный деятель, Герой Социалистического Труда.
- Стародубцева, Анастасия Михайловна (1914-1997) — доярка совхоза «Круглыжский» Свечинского района Кировской области, Герой Социалистического Труда.
- Тотмянин, Дмитрий Филиппович (1915-1944) — участник Великой Отечественной войны, Герой Советского Союза.
- Филёв, Аркадий Александрович (1915-1976) — советский писатель, первый секретарь Свечинского райкома партии (1951-1952).
- Чемоданов, Николай Сергеевич (1903-1986) — советский лингвист, специалист по германистике, общему языкознанию и истории сравнительно-исторического языкознания, профессор МГУ.

## Достопримечательности

### Археологические памятники
- Круглыжская стоянка, IV-III тыс. до н.э.
- Юмский (Загребенский) могильник, X века
- Четвериковская стоянка, VII-V тыс.до н.э.
- Поселение «Щенники-I», VII-V тыс.до н.э., IX-XVI вв.
- Ярахинская стоянка VII-III тыс.до н.э.

### Памятники
- 13 памятников землякам, погибшим в Великой Отечественной войне

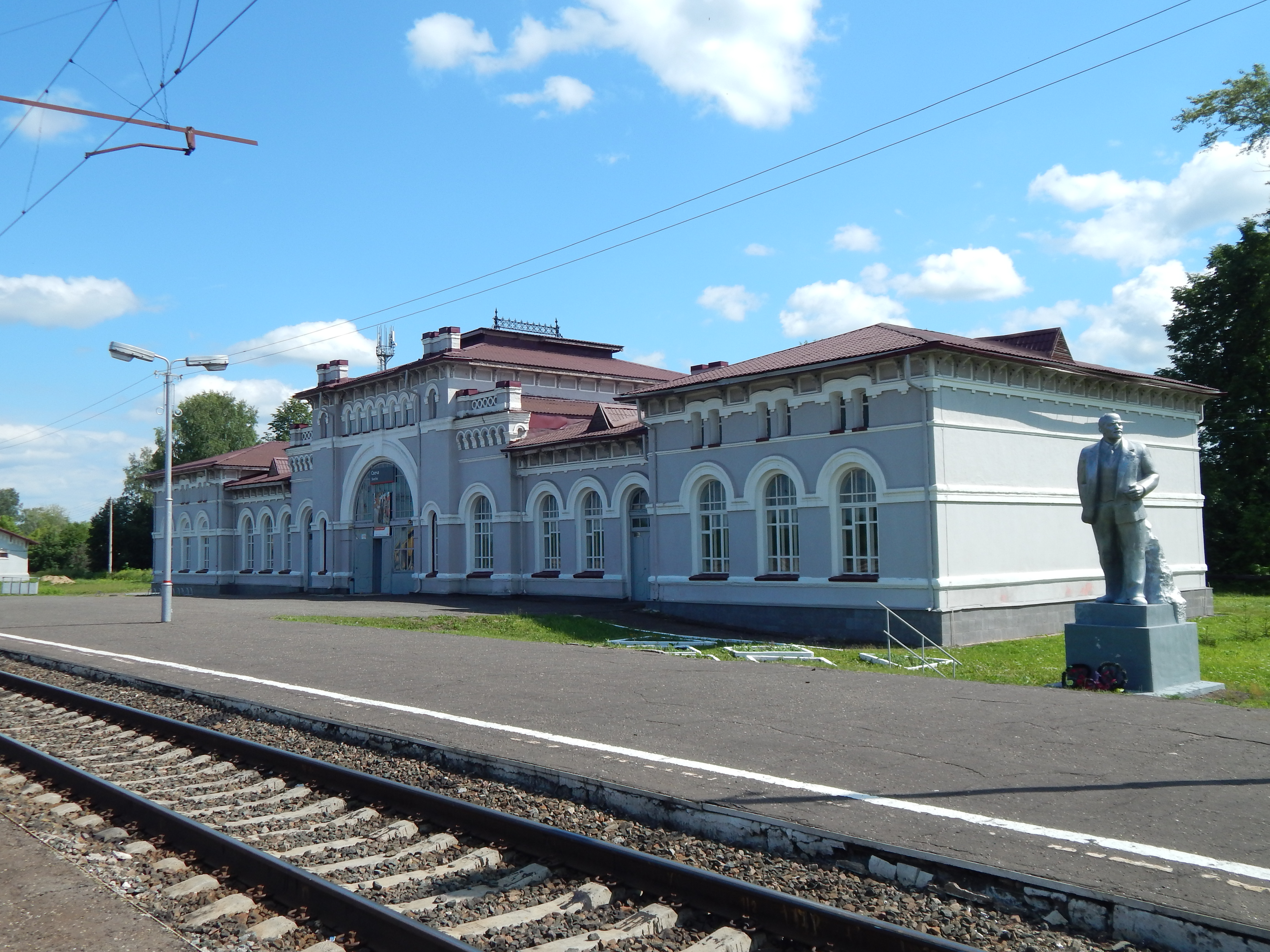
Памятник В.И. Ленину на перроне станции Свеча
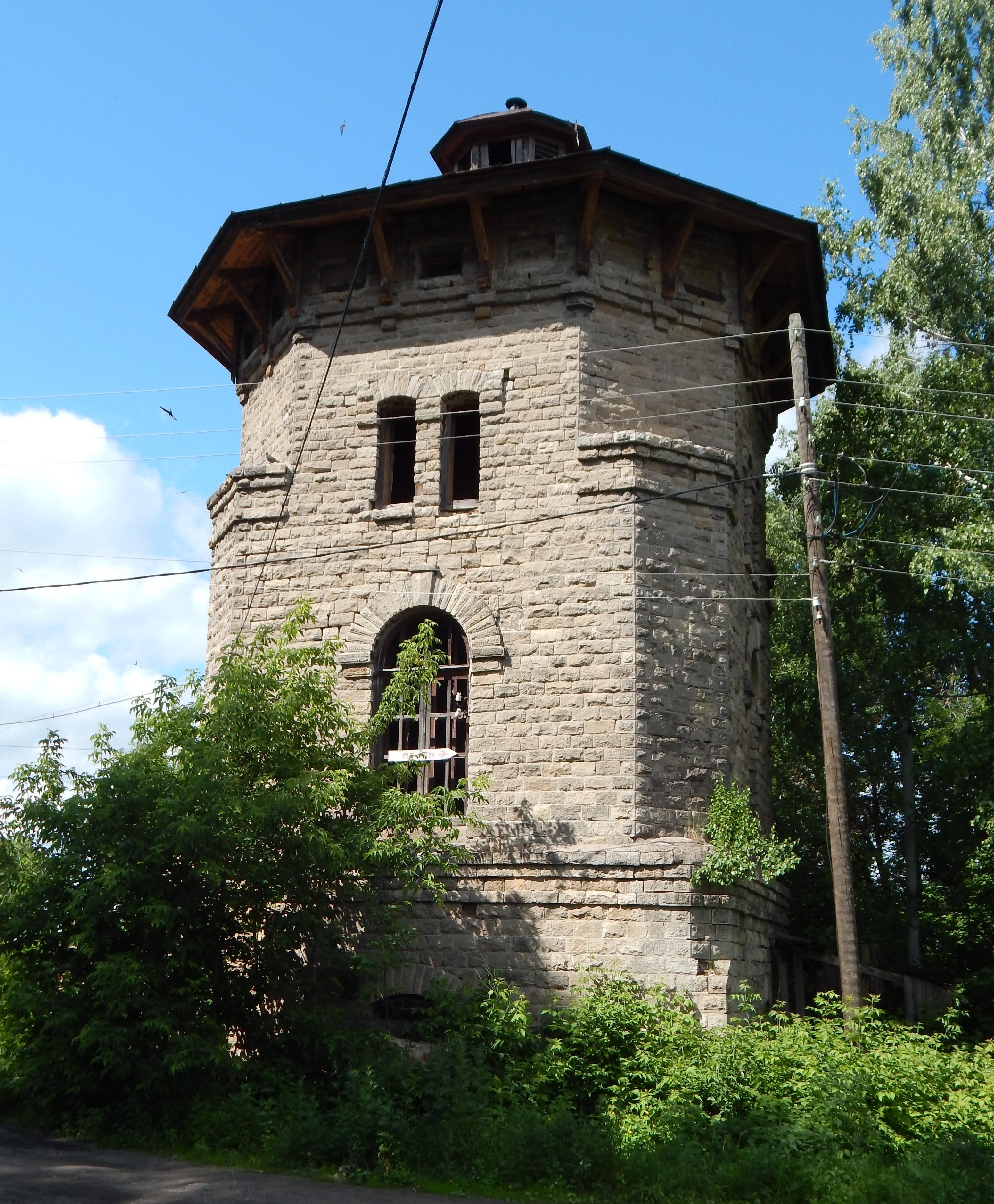
Водонапорная башня
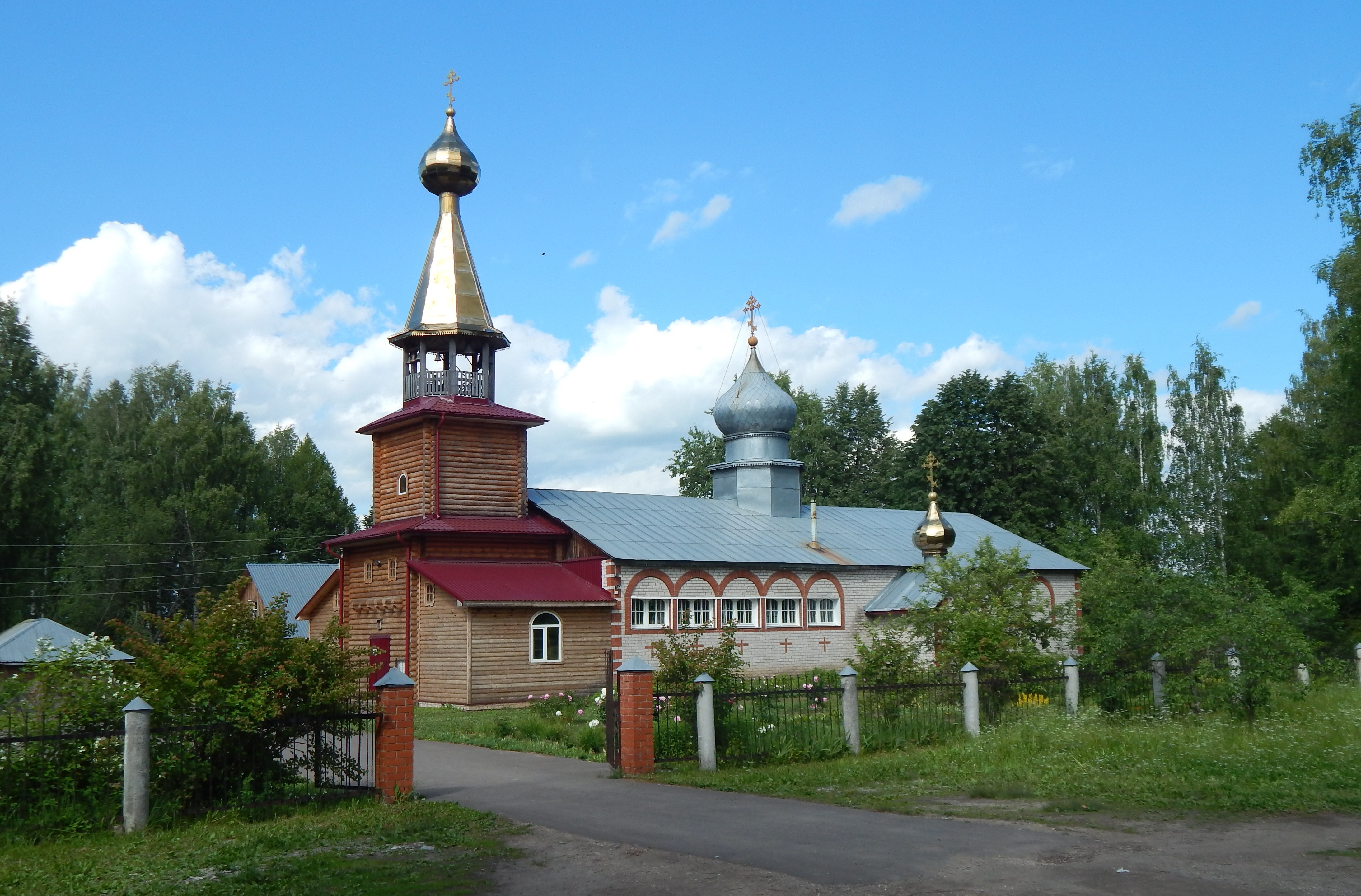
Церковь Николая Чудотворца
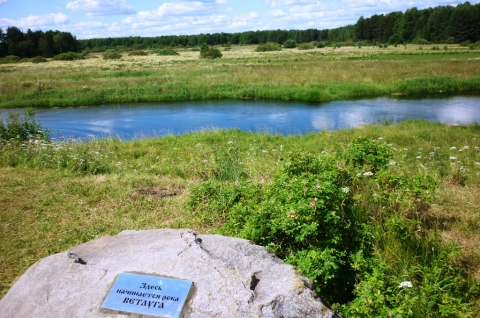
Камень "Здесь начинается река Ветлуга" в Круглыжах
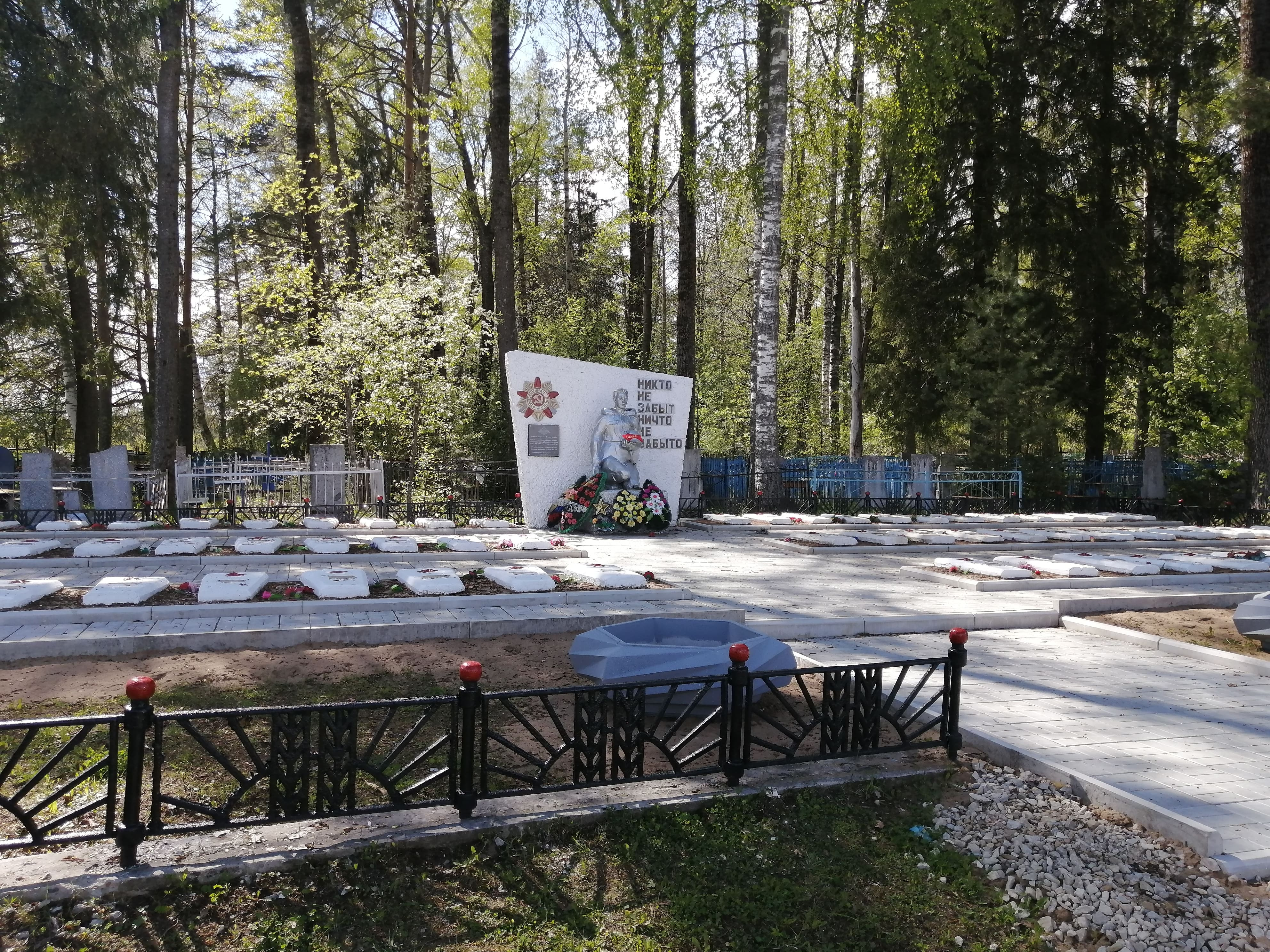
Братские могилы на Юмском кладбище
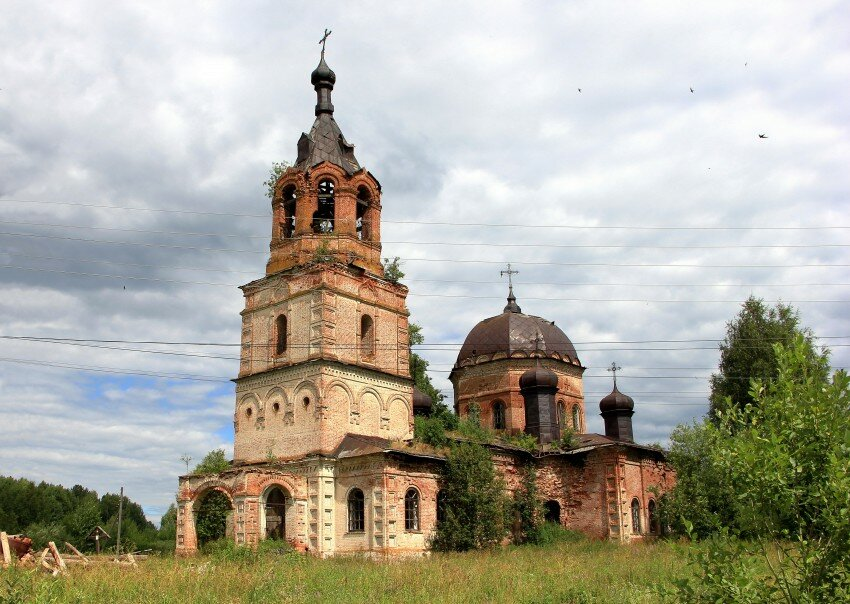
Троицкая церковь в Старице
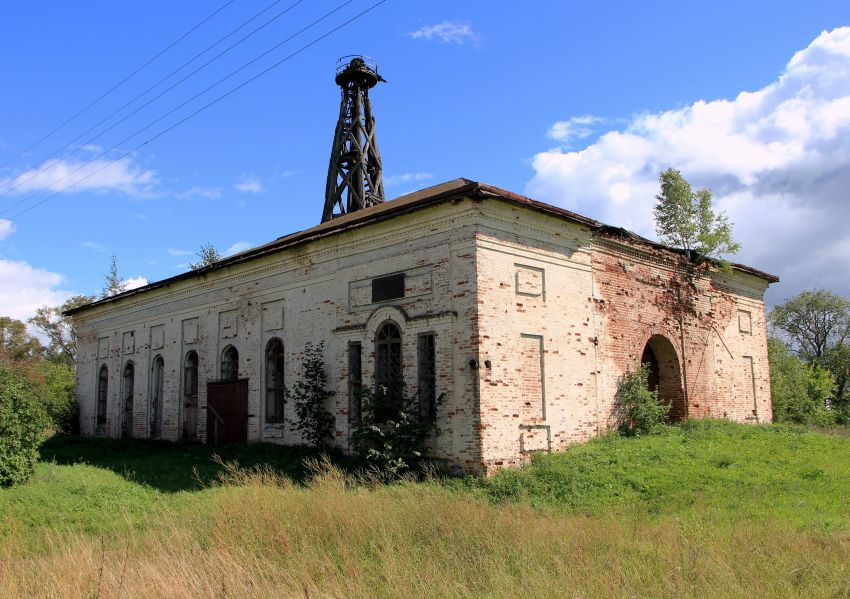
Остатки от Покровского храма в Юме

### Стелы
- 2 пограничные стелы на автомобильных границах района
- Памятный знак 100 тысячному мелиорированному гектару

### Объекты культурного наследия
- Покровская церковь в селе Юма
- Троицкая церковь в селе Старица

### Исторические здания
- Железнодорожный вокзал на станции Свеча, построенный в начале XX века в стиле модерн
- Водонапорная башня, построенная в 1903 году

### Природные объекты
- Ветлужский заказник
- Верховое болото «Чистое»
- Дендрокомплекс на месте деревни Глинная
- Кротовское озеро
- Памятная посадка лиственницы сибирской в деревне Самоулки
- 3 плодоносных кедра на месте деревни Щепины